# Escándalo de los pasaportes falsos
El Escándalo de los pasaportes falsos, también conocido como Passaportopoli, fue un escándalo que golpeó al fútbol italiano en 2001 y se refería a la naturalización ilegal de ciertos futbolistas no europeos. Fue el primer caso de falsificación documental en el fútbol europeo.
Los equipos corrían el riesgo de ser excluidos del campeonato pero no fueran penalizados fuertemente, como sucedió en Francia al Saint-Étienne que bajó a la segunda división. Por los equipos involucrados de hecho no hubo ninguna penalización en la clasificación.

## Equipos involucrados
- 6 equipos de Serie A: Inter de Milán, Lazio, AC Milan, Roma, Udinese y Vicenza.
- 1 equipo de Serie B: Sampdoria.

Los 14 jugadores involucrados fueron:
- Alberto Valentim — Udinese
- Gustavo Bartelt — Roma
- Alejandro Da Silva — Udinese
- Dedé — Vicenza
- Dida — AC Milan
- Fábio Júnior — Roma
- Jeda — Vicenza
- Thomas Job — Sampdoria
- Jorginho — Udinese
- Jean Ondoa — Sampdoria
- Álvaro Recoba — Inter de Milán
- Juan Sebastián Verón — Lazio
- Warley — Udinese
- Francis Zé — Sampdoria

## Juicio de primera instancia
La sentencia de primera instancia, emitida por la Comisión Disciplinaria de la Lega Calcio el 27 de junio de 2001, fue la siguiente:
Equipos:
- Udinese: multa de 3 mil millones de liras
- Inter de Milán: multa de 2 mil millones de liras
- Lazio: multa de 2 mil millones de liras
- Roma: multa de 1,5 mil millones de liras
- Sampdoria: multa de 1,5 mil millones de liras
- AC Milan: multa de 1 mil millones de liras
- Vicenza: multa de 1 mil millones de liras

Dirigentes:
- Gino Pozzo (Udinese): dos años de inhibición.
- Rinaldo Sagramola (Vicenza): 1 dos años de inhibición y multa de 10 millones de lires.
- Gabriele Oriali (Inter): 1 dos años de inhibición.
- Felice Pulici (Lazio): 1 dos años de inhibición.
- Franco Baldini (Roma): 9 meses de inhibición.
- Massimo Briaschi (Vicenza): 6 meses de inhibición.
- Sigfrido Marcatti (Udinese): 6 meses de inhibición.
- Domenico Arnuzzo (Sampdoria): absuelto.
- Sergio Cragnotti (presidente Lazio): absuelto.
- Rinaldo Ghelfi (Inter): absuelto.
- Nello Governato (Lazio): absuelto.
- Pierpaolo Marino (Udinese): absuelto.
- Enrico Mantovani (presidente Sampdoria): absuelto.
- Pierluigi Ronca (Sampdoria): absuelto.
- Emiliano Salvarezza (Sampdoria): no hay lugar para deliberar.

### Jugadores
- Alberto Valentim (Udinese): 1 año de descalificación.
- Gustavo Bartelt (Roma): 1 año de descalificación.
- Da Silva (Udinese): 1 año de descalificación.
- Dedé (Vicenza): 1 año de descalificación.
- Dida (Milan): 1 año de descalificación.
- Fábio Júnior (Roma): 1 año de descalificación.
- Jeda (Vicenza): 1 año de descalificación.
- Jorginho (Udinese): 1 año de descalificación.
- Álvaro Recoba (Inter): 1 año de descalificación.
- Warley (Udinese): 1 año de descalificación.
- Thomas Job (Sampdoria): 6 meses de descalificación.
- Jean Ondoa (Sampdoria): 6 meses de descalificación.
- Francis Zé (Sampdoria): 6 meses de descalificación.
- Juan Sebastián Verón (Lazio): absuelto.

## Sentencia de la Comisión Federal de Apelaciones
La Comisión Federal de Apelación, después de las reuniones de 17 y el 18 de julio de 2001, confirmó las decisiones prises en primera instancia sobre a Inter, Milán y Sampdoria.
y confirmó las decisiones tomadas en primera instancia sobre Lazio, Roma, Udinese y Vicenza con las siguientes excepciones:
- Franco Baldini (Roma): absuelto.
- Gustavo Bartelt (Roma): documentos enviados al comité disciplinario para un nuevo juicio.
- Gino Pozzo (Udinese): de 2 años a un 1 y 6 meses de inhibición.
- Massimo Briaschi (Vicenza): de 6 meses a 1 año de interdicción.
- Felice Pulici (Lazio): de 1 año a 6 meses de inhibición.

## Desarrollos posteriores
En el ámbito de la justicia ordinaria, el magistrado de la corte de Údine aceptó, en mayo de 2006, la solicitud de negociación de la declaración del atacante uruguayo del Inter, Álvaro Recoba, y Gabriele Oriali, responsable del servicio técnico del club, imponiendo a cada uno una sentencia de seis meses de prisión (reemplazada por una multa de 21.420 euros) por crimen de falsificación de pasaportes y ocultamiento (licencia de conducir falsificada).